# Castor (Alberta)
Castor es un pueblo canadiense situado en la provincia de Alberta.

## Superficie
Castor tiene una superficie de 2,61 km².

## Demografía
En 2021, tenía 803 habitantes, una densidad poblacional de 307,9 hab./km², y 426 viviendas.